# Wang Qian

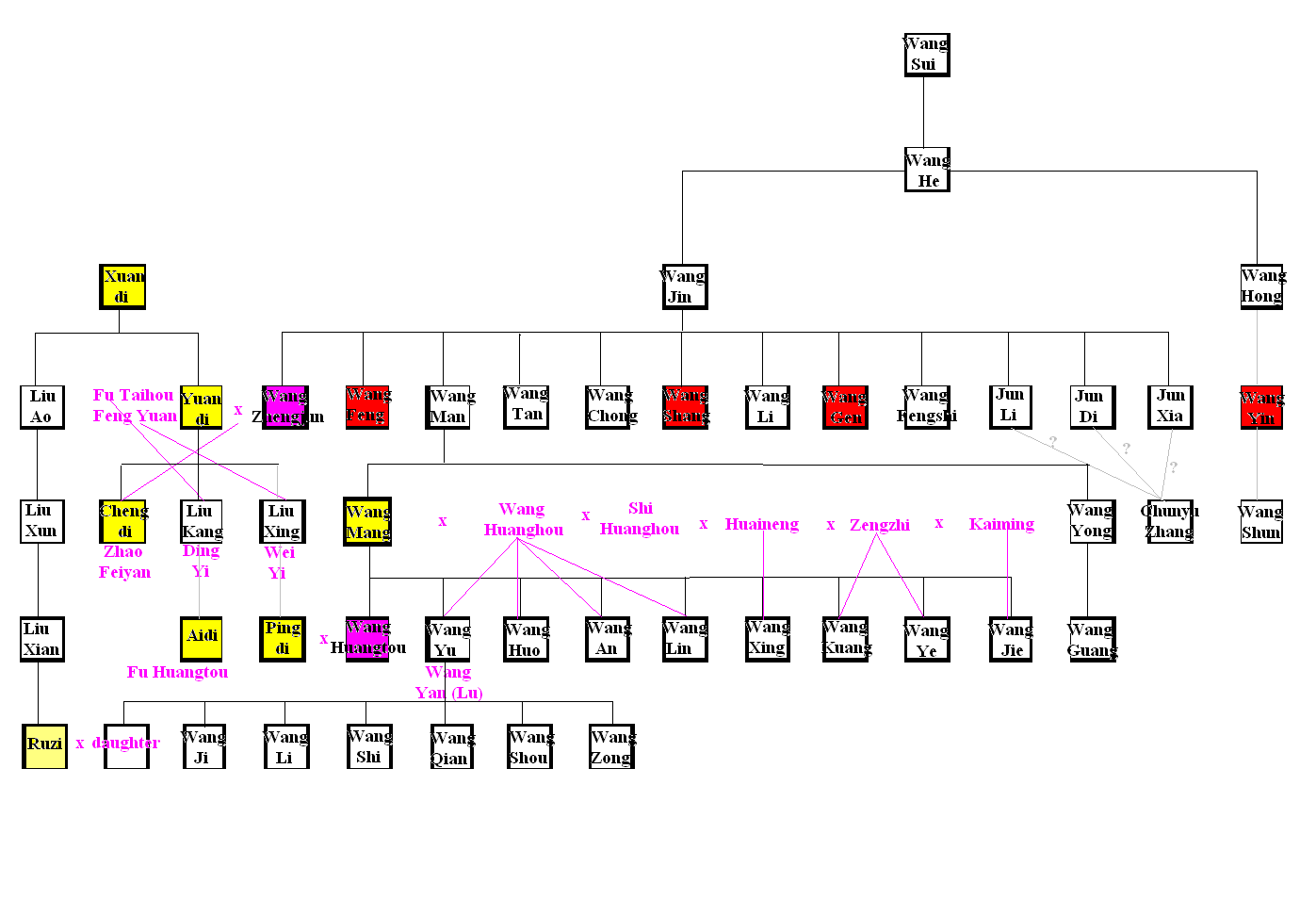
Stamboom van de familie Wang

Wang Qian (†?) was de eerste kleinzoon van de Chinese keizer Wang Mang. Zijn vader was Wang Yu, de oudste zoon van Wang Mang.

## Biografie
Wang Qian was de oudste zoon van Wang Yu. Nadat die betrokken was geraakt bij een complot tegen zijn vader Wang Mang, werd Wang Yu door hem in het jaar 3 na Chr. gedwongen tot zelfmoord. Ook Lü Yan, zijn echtgenote en moeder van Wang Qian was betrokken bij dat complot. Zij werd daarvoor eveneens geëxecuteerd, maar pas nadat zij haar zwangerschap had kunnen voltooien. Het blijft onduidelijk van wie zij toen in verwachting was. In juan 99 van het Boek van de Han (Hanshu) staat verder vermeld dat Wang Qian in 9 na Chr., toen zijn grootvader Wang Mang werd geïnstalleerd als keizer, de adellijke titel Hertog van Gonglong (Gonglong Gong, 功隆公) ontving. Hij moest toezichthouden op de eredienst voor Diku, een van de Vijf Oerkeizers, die werd beschouwd als een voorouder van Wang Mang.